# L'Enfer du devoir (film)
Pour les articles homonymes, voir L'Enfer du devoir, Rules of engagement et Règles d'engagement.
Pour plus de détails, voir Fiche technique et Distribution.
L'Enfer du devoir ou Règles d'engagement au Québec (Rules of Engagement) est un film américain réalisé par William Friedkin et sorti en 2000. Les rôles principaux sont tenus par Tommy Lee Jones et Samuel L. Jackson. Ce dernier incarne Terry Childers, un colonel traduit en cour martiale après que les Marines sous ses ordres ont tué plusieurs civils devant l'ambassade américaine au Yémen.
Le film reçoit des critiques plutôt mitigées et ne performe pas au box-office en comparaison aux dépenses engendrées.

## Synopsis
En 1968, durant la guerre du Viêt Nam, une opération des Marines tourne au véritable fiasco : le lieutenant Hayes Hodges est blessé et tous ses hommes sont tués. Il est sauvé par le lieutenant Terry Childers, qui n'hésite pas à abattre des prisonniers nord-vietnamiens pour faire flancher un gradé ennemi.
1996. 28 ans après, Hayes Hodges, devenu colonel, commence à se faire vieux. Il prend sa retraite du JAG. Il retrouve Terry Childers lors de son pot de départ au camp Lejeune. Peu après, Terry est envoyé au Moyen-Orient, à la tête de la Marine Expeditionary Unit. Sa mission est de faire évacuer l'ambassade américaine au Yémen, assiégée par des émeutiers. Après avoir essuyé la perte de trois soldats, il est obligé de tirer dans la foule. Cette riposte provoque la mort de 83 civils, dont des femmes et des enfants.
L'opération est très médiatisée notamment à l'international. Pour apaiser les relations avec le Moyen-Orient et pour trouver un bouc émissaire, le conseiller à la sécurité nationale Bill Sokal insiste pour que Childers passe en cour martiale, quitte à faire disparaître des preuves importantes et à influencer le témoignage de l'ambassadeur Mourain.
Pour se défendre, Childers fait appel à son vieil ami. D'abord réticent, Hayes Hodges finit par accepter malgré l'avis de ses proches. Ils sont opposés au procureur major Mark Biggs, convaincu de sa culpabilité. Il refuse cependant de demander la peine de mort. Pour défendre au mieux son ami, Hodges se rend sur les lieux du drame au Yémen. Après avoir été chahuté par des habitants, il rencontre le Dr Ahmar qui lui montre les ravages de l'attaque.

## Fiche technique
Sauf indication contraire, les informations mentionnées dans cette section peuvent être confirmées par la base de données cinématographiques IMDb,  présente dans la section « Liens externes ».
- Titre français : L'Enfer du devoir
- Titre québécois : Les règles d'engagement
- Titre original : Rules of engagement
- Réalisation : William Friedkin
- Scénario : Stephen Gaghan, d'après une histoire de Jim Webb
- Musique : Mark Isham
- Costumes : Gloria Gresham
- Photographie : William A. Fraker et Nicola Pecorini
- Montage : Augie Hess
- Production : Scott Rudin et Richard D. Zanuck
- Sociétés de production : Scott Rudin Productions et Seven Arts Pictures
- Distribution : Paramount Pictures (États-Unis)
- Pays de production :  États-Unis
- Format : Couleurs - 2.35:1 - DTS / Dolby Digital - 35 mm
- Langue originale : anglais
- Budget : 60 millions de dollars[1]
- Genre : guerre, drame, juridique
- Durée : 127 minutes
- Dates de sortie[2] : 
  - États-Unis : 7 avril 2000
  - France : septembre 2000 (festival du cinéma américain de Deauville)
  - France : 20 septembre 2000
  - Belgique : 27 décembre 2000

## Distribution
Source VF : Voxofilm Source VQ : Doublage Québec
- Tommy Lee Jones (VF : Yves Rénier ; VQ : Guy Nadon) : le colonel Hayes Lawrence « Hodge » Hodges
- Samuel L. Jackson (VF : Thierry Desroses ; VQ : Éric Gaudry) : le colonel Terry L. Childers
- Guy Pearce (VF : Éric Herson-Macarel ; VQ : Daniel Picard) : le major Mark Biggs
- Ben Kingsley (VF : Michel Favory) (VQ : Yvon Thiboutot) : l'ambassadeur Mourain
- Bruce Greenwood (VF : Michel Papineschi) (VQ : Mario Desmarais) : le conseiller de la Sécurité Nationale Bill Sokal
- Anne Archer (VF : Danielle Volle) (VQ : Claudine Chatel) : Mme Mourain
- Dale Dye (VF : Max André) (VQ : Jean-Marie Moncelet) : le major-général Perry
- Blair Underwood (VF : Jacques Martial) (VQ : Gilbert Lachance) : le capitaine Lee
- Philip Baker Hall (VF : Henri Poirier) (VQ : Victor Désy) : le général Hays Lawrence Hodges
- Mark Feuerstein (VF : Daniel Lafourcade) (VQ : Denis Roy) : Tom Chandler
- Richard McGonagle (VF : Jean Roche) (VQ : André Montmorency) : le juge E. Warner
- Nicky Katt (VF : Georges Caudron) (VQ : Benoit Éthier) : Hayes Hodges III
- Amidou (VF : lui-même) (VQ : Manuel Tadros) : Dr Ahmar
- Ryan Hurst : capitaine Hustings
- Gordon Clapp : Harris
- William Gibson : l'opérateur radio de Hodges
- Thom Barry : général West
- Kevin Cooney : général Laurie
- David Graf (VF : Georges Claisse) (VQ : Pierre Chagnon) : un commandant de l'ARG
- Terry Bozeman : le juré n°4
- G. Gordon Liddy : un invité du talk-show

## Production

### Genèse et développement
Le projet démarre sous la plume de Jim Webb. Il sera développé par Universal Pictures durant près de dix ans,, avant d'être acquis par Paramount Pictures où il est repris par le producteur Scott Rudin. Sylvester Stallone est approché pour le rôle principal,. William Friedkin est engagé comme réalisateur,, mais il a des difficultés à travailler avec Jim Webb sur les réécritures du script. Scott Rudin passe ensuite la main à un autre producteur, Richard D. Zanuck. Ce dernier engage Stephen Gaghan pour réécrire le script. Le scénariste se plonge dans l'écriture en lisant notamment les romans À propos de courage et À la poursuite de Cacciato de Tim O'Brien et en regardant le film Les Sentiers de la gloire (1957) de Stanley Kubrick. Initialement, le script de Jim Webb est quelque peu différent : l'ambassade se trouvait en Amérique Centrale et l'avocate de l'accusation était une femme. Avant Stephen Gaghan, John Pogue et Kevin Jarre avaient écrit des versions du scénario.

### Tournage
Le tournage a lieu de mars à juin 1999. Il se déroule à Washington, D.C., en Caroline du Sud (Hunting Island, Beaufort), Beverly Hills (Greystone Mansion), en Virginie (Warrenton, South Manassas, Alexandria), au Maroc (Ouarzazate).
Ancien militaire, Dale Dye incarne ici le major-général Perry. Comme il l'avait fait pour d'autres films, il a également officié comme consultant et a entrainé les acteurs au maniement des armes, ainsi qu'aux tactiques et stratégies militaires.

## Sortie et accueil

### Critique
Le film reçoit des critiques globalement négatives ou mitigées. Sur l’agrégateur de critiques Rotten Tomatoes, il n'obtient que 37% d'avis favorables pour 100 critiques et une note moyenne de 5⁄10. Le consensus suivant résume les critiques compilées par le site : « Le scénario n'est pas convaincant et l'action en salle d'audience est peu engageante ». Sur Metacritic, qui utilise une moyenne pondérée, le film obtient une note de 45⁄100 pour 31 critiques.
Sur le site AlloCiné, qui recense 23 critiques de presse, le film obtient la note moyenne de 2,4⁄5
.
Le « American-Arab Anti-Discrimination Committee » (Comité Américano-Arabe contre la discrimination) a décrit ce film comme « Probablement le plus raciste des films jamais fait contre les Arabes par Hollywood ».

### Box-office
| Pays ou région    | Box-office      | Date d'arrêt du box-office | Nombre de semaines |
| ----------------- | --------------- | -------------------------- | ------------------ |
| États-Unis Canada | 61 335 230 $    | 27 juillet 2000            | 16                 |
| France            | 100 984 entrées |                            |                    |
| Mondial           | 71 732 303 $    | -                          | -                  |

## Distinctions
(en) Récompenses pour L'Enfer du devoir sur l’Internet Movie Database
- BET Awards 2001 : Samuel L. Jackson est nommé au prix du meilleur acteur
- NAACP Image Awards 2001 : Blair Underwood obtient le prix du meilleur acteur dans un second rôle
- Taurus World Stunt Awards 2001 : Buddy Joe Hooker est nommé comme meilleur coordinateur des cascades

## Commentaire
Le titre original fait références aux règles d'engagement qui stipulent dans quels cas des militaires peuvent faire usage de la force.